# (21198) 1994 PX7
A (21198) 1994 PX7 a Naprendszer kisbolygóövében található aszteroida. Eric Walter Elst fedezte fel 1994. augusztus 10-én.